# Rotterdam School of Management, Erasmus University
Rotterdam School of Management, Erasmus University (RSM) là một ngôi trường kinh doanh trực thuộc Đại học Erasmus University Rotterdam (EUR), đã và đang cung cấp những chương trình giáo dục về phát triển và quản trị kinh doanh từ năm 1969. RSM cũng có chi nhánh tại khu thương mại Amsterdam Zuidas và Đài Bắc, Đài Loan.